# Boeren-Solidariteit
Boeren-Solidariteit (Pools: Niezależny Samorządny Związek Zawodowy Rolników Indywidualnych „Solidarność” (NSZZ RI „S”), letterlijk: Onafhankelijke Autonome Vakbond van Kleine Boeren "Solidariteit") is een Poolse vakbond voor boeren, die in 1980 werd opgericht als onderdeel van de vrije vakbond Solidariteit. De vakbond werd op 19 februari 1981 gelegaliseerd en weer verboden nadat op 13 december de staat van beleg was uitgeroepen. Na de omwenteling in 1989 kwam Boeren-Solidariteit terug en is sindsdien altijd blijven bestaan. De vakbond stond in de jaren negentig ook aan de basis van enkele politieke partijen, zoals de PSL-PL en de SLCh.